# زوروپا
«زوروپا» (به انگلیسی: Zooropa) آلبومی از یوتو است که در ۵ ژوئیه ۱۹۹۳ منتشر شد.